# Glendronach
Glendronach est une distillerie de whisky située près de Forgue, dans le Speyside, en Écosse. Son nom signifie « la vallée des ronces » en gaélique.

## Histoire
Glendronach a été fondée en 1826 par James Allardice. Dans les années qui suivirent, elle changea souvent de propriétaire. Parmi eux, on peut citer Charles Grant, un des fils de William Grant, le propriétaire de la distillerie Glenfiddich, qui en était le propriétaire entre 1920 et 1960. À cette date, la distillerie a été reprise par Wm Teacher & Sons jusqu'à sa fermeture annoncée, décidée par la société mère Allied Domecq en 1996. En 2001 Glendronach fut remise en service par son nouveau propriétaire, le groupe Pernod Ricard, qui à son tour l'a revendue à Benriach Distillery Company Ltd..

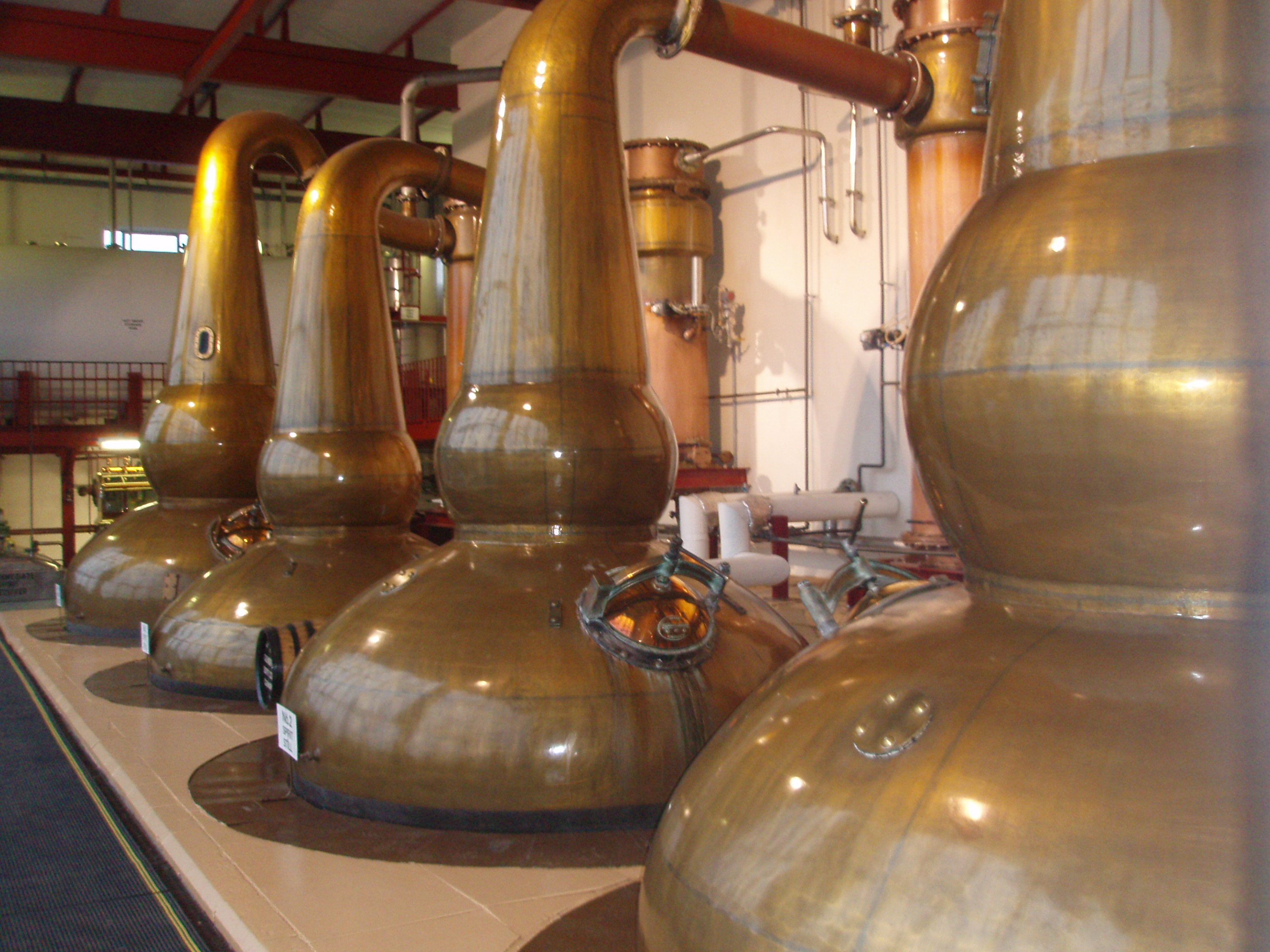
La salle des alambics de Glendronach.

## La production
L'essentiel de la production de la distillerie est destinée à l'élaboration de blends, notamment Ballantine's et Teacher's Highland Cream.